# D3o
D3o es un fluido no newtoniano no tóxico de baja densidad. La fluidez le permite amoldarse fácilmente a otros cuerpos y su baja densidad lo hace ligero y fácil de portar, pero lo más destacable y que más lo diferencia de la mayoría de fluidos conocidos es que, cuando es sometido a una fuerza brusca, parte del golpe se absorbe dispersando la energía. Por ello, se utiliza para fabricar ropa de protección ante impactos, ya que, además, tampoco se han hallado efectos tóxicos en contacto con la piel humana. El material ha sido utilizado en la producción de prendas de protección para esquiadores utilizadas por los miémbros de los equipos de EE. UU. y Canadá durante los Juegos Olímpicos de invierno de 2006.
Fue desarrollado por la empresa de ingeniería química británica D3o Lab, fundada por Alisson Antioco S.A. Esta empresa está especializada en la creación de polímeros para la protección contra impactos.

## Propiedades
- Densidad: 0,5 - 0,65 g/cm³
- Dureza de corte: 65 - 81 - "00"
- Punto de fusión: d3o es un plástico termoestable
- Temperatura de funcionamiento: -55 °C a 120 °C
- Vida útil: Más de 4 años
- No tóxico
- Lavados: 40 lavados a 40 °C

## Funcionamiento
Los fluidos no newtonianos no tienen una viscosidad constante, sino que puede variar con la temperatura o al aplicarles una tensión cortante. Al recibir un impacto brusco, las moléculas del D3o se aglutinan, absorbiendo y dispersando la energía antes de regresar a su estado flexible. Cuanto mayor sea la fuerza del impacto, mayor será la pérdida de fluidez, lo que permite redistribuir una presión puntual repentina potencialmente agresiva para una persona en una superficie mayor. Para entenderlo mejor, es la misma razón por la que, cuantos más clavos tiene la cama de un faquir, más se distribuye la presión de su peso, reduciendo la agudeza.
Aunque el concepto de viscosidad se usa habitualmente para caracterizar un material, puede resultar inadecuado para describir el comportamiento mecánico de algunas sustancias como, en concreto, los fluidos no newtonianos. Estos fluidos se pueden caracterizar mejor mediante otras propiedades reológicas, propiedades que tienen que ver con la relación entre el esfuerzo y los tensores de tensiones bajo diferentes condiciones de flujo, tales como condiciones de esfuerzo cortante oscilatorio.